# Atlantis High
Atlantis High (2001–2002) – nowozelandzki serial komediowy stworzony przez Raymonda Thompsona.
Jego światowa premiera odbyła się 8 września 2001 roku na kanale Channel 5. Ostatni odcinek został wyemitowany 2 marca 2002 roku. W Polsce serial nadawany był na kanale TVP1. Tytuł jest nazwą fikcyjnej szkoły średniej.

## Obsada
- Michael Wesley-Smith jako Giles Gordon
- Robyn Malcolm jako Violet Profusion
- Ray Henwood jako komandor Vermont
- Lee Donoghue jako Josh Montana
- Rascal jako Kissinger
- Richard Lambeth jako trener Shane
- Laura Wilson jako Jet Marigold
- Lucy Gamble jako Sophie May
- Elizabeth McGlinn jako Octavia Vermont
- Todd Emerson jako Beanie

i inni